# Boulangismo
El boulangismo (en francés: boulangisme o la Boulange) fue un movimiento político nacionalista francés nacido a finales del siglo XIX (1886-1891) que constituyó una amenaza para la Tercera República francesa. Su nombre deriva del general Georges Boulanger, militar que fue nombrado ministro de Guerra, alcanzó gran popularidad por sus reformas e inquietó al gobierno por sus discursos bélicos.
Su base ideológica era de tercera posición, y se basaba en la descentralización, el regionalismo, el localismo, el populismo de derecha, el obrerismo, el laicismo, la antidemocracia, el anticapitalismo, el anticomunismo, el antisemitismo racial, el corporativismo, el sindicalismo, la autocracia, el socialismo nacional, el nacionalismo revolucionario y el republicanismo federal.
Boulanger se había convertido en un nuevo héroe nacional pues evitó una posible guerra germano-francesa por su actuación en el caso Schnaebelé. El gobierno lo depuso como ministro de Guerra en 1889, lo que provocó que Boulanger declarara la lucha a la Tercera República. De acuerdo con Mommsen, Boulanger se volvió el portavoz de los grupos descontentos de la sociedad. Formó una coalición de grupos heterogéneos bajo la bandera de un nacionalismo fanático y de su persona. Para evitar que Boulanger llegara legalmente al poder, el gobierno modificó el derecho electoral e inició un proceso jurídico en contra de Boulanger y sus seguidores. Ante esta situación, Boulanger huyó a Bélgica y el movimiento, privado de su líder, se desmoronó. Posteriormente, en 1891, Boulanger se suicidó debido a la muerte de su amante.